# Registres de langue en français
 (octobre 2024).
Si vous disposez d'ouvrages ou d'articles de référence ou si vous connaissez des sites web de qualité traitant du thème abordé ici, merci de compléter l'article en donnant les références utiles à sa vérifiabilité et en les liant à la section « Notes et références ».
Un registre de langue (on dit aussi niveau de langue, ou encore, style) est un mode d’expression adapté à une situation d’énonciation particulière, qui détermine notamment, certains choix lexicaux et syntaxiques ainsi qu'un certain ton.
Le français a plusieurs registres de langue : le registre familier, le registre courant et le registre soutenu.

## Registre familier
Le registre familier n’est pas totalement correct mais demeure admis sous certaines conditions. Il correspond au langage courant mais avec un grand nombre de libertés. Comme son nom l’indique, ce registre est surtout employé entre proches, entre personnes appartenant à une même communauté sociale dans laquelle tout formalisme peut être atténué. Il se base, en principe, sur l’absence de tout lien hiérarchique rigide entre les interlocuteurs (membres de la famille, amis, camarades de classe, collègues de travail, ...).
Ce registre utilise :
- Une syntaxe simplifiée et souvent approximative : des phrases courtes, parfois inachevées, ou au contraire, interminables ; des phrases nominales, souvent asyntaxiques (anacoluthes, thématisations diverses et parfois multiples dans une même phrase ; cf. exemple 1 ci-dessous) ; des interjections fréquentes ; un grand usage de l’ellipse ; des pléonasmes ; l’utilisation de la juxtaposition paratactique :

- - (1) Au bureau, un de mes collègues, sa femme, elle a eu un bébé.
    - Pour : « La femme d'un collègue du bureau a eu un bébé. »

- De nombreuses abréviations non encore lexicalisées :
  - (2) T’es là ? / phone / p’tit déj' / une deuch’…
    - Pour : « Tu es là ? / téléphone / petit déjeuner / une deux chevaux… »

- La forme interrogative directe (par changement intonatif, sans inversion ni mot interrogatif) :
  - (3) Tu m’appelles d'où ?
    - Pour : « D'où m'appelles-tu ? »

- Un vocabulaire familier, parfois chargé de nuances affectives ou sociales diverses :
  - (5) Les guibolles / la frimousse ou la gueule / les quenottes…
    - Pour : « Les jambes / le visage / les dents… »

- La suppression de ne dans la négation :
  - (6) J’ai pas bien dormi cette nuit.
    - Pour : « Je n'ai pas bien dormi cette nuit. »

- Le pronom sujet on à la place de nous :
  - (7) Nous, on viendra.
    - Pour : « Nous, nous viendrons. »

- Une prononciation plus rapide et marquée par l’élision de nombreux e muets causant des rencontres de consonnes alors simplifiées et modifiées ou assimilées, simplification qui s’étend aussi à d’autres groupes de consonnes, surtout en fin de mots, par des métaplasmes comme la syncope, la métathèse, l'apocope, l’aphérèse :
  - (8) P'pa, tu fra quoi ç’t aprèm si l’ quat’-quat’, i’ démarre pas ? ─ Chepa, d’mande à M’man.
[/pːa | ty' fʁa kwa sta' pʁɛm | si l kat'kat i demaʁ' pa || ʃːɛ'pa | dmɑ̃da' mːɑ̃] en notation en API. (Beaucoup d'élisions fautives : il → i’, etc.)
    - Pour : [pa'pa | kɛs (kə) ty fə'ʁa sɛt a'pʁɛm(i'di) si lə katʁ'katʁ il demaʁ' pa || ʒə sɛ' pa | də'mɑ̃d a ma'mɑ̃] (« Papa, qu'est-ce (que) tu feras cet après-m(idi) si le quatre-quatre, il démarre pas ? ─ Je sais pas, demande à Maman. »), énoncé syntaxiquement familier pour « Papa, que feras-tu cet après-midi si le quatre-quatre ne démarre pas ? ─ Je ne sais pas, demande à Maman. »

- Faible fréquence de liaisons facultatives : ce registre observe les liaisons obligatoires (‿) et les liaisons interdites, mais il observe très rarement les liaisons facultatives (±) :

- (9) On‿est ± ensemble.
  - Pour : On‿est‿ensemble.

- i‿(z)‿ont ± attendu.
  - Pour : Ils‿ont‿attendu.

- J'les‿ai vus arriver.
  - Pour : Je les‿ai vus arriver.

## Registre courant
Le registre courant correspond à un langage correct, tant du point de vue lexical que syntaxique. Les phrases sont quelquefois complexes, et les principales règles de syntaxe sont respectées, avec quelques tolérances (quelques ellipses et quelques abréviations lexicalisées). C’est le style attendu dans les échanges de type professionnel ou officiel lorsque la communication est impersonnelle et implique une distance entre les interlocuteurs. C'est le langage du professeur à ses élèves, de l’homme politique qui prononce un discours, du présentateur de télévision, du journaliste qui publie un reportage.
Le registre courant c'est aussi celui que l'on emploie lors d'interviews ou dans la communication orale avec des services commerciaux ou administratifs. Les formes et le vocabulaire du registre courant oral sont généralement admis à l'écrit. 
- Le registre courant servira de repère afin d’évaluer le niveau soutenu et le niveau familier, lequel est parfois désigné par le terme de colloquialisme, calqué de l'anglais.
- Le terme jargon ne désigne pas un registre particulier, plutôt le vocabulaire particulier attaché à une communauté particulière, un milieu professionnel, politique, sportif, ... Des exemples sont le jargon juridique et le jargon informatique.

## Registre soutenu
Le registre soutenu (ou soigné) est correct et bénéficie, de plus, d’une surveillance extrême. 
Employé surtout dans la littérature et la rhétorique, ce registre utilise principalement :
- des phrases pouvant être longues (alors appelées « périodes »), à la syntaxe souvent complexe :
  - Je me suis tellement accoutumé ces jours passés à détacher mon esprit des sens, et j’ai si exactement remarqué qu’il y a fort peu de choses que l’on connaisse avec certitude touchant les choses corporelles, qu’il y en a beaucoup plus qui nous sont connues touchant l’esprit humain, et beaucoup plus encore de Dieu même, qu’il me sera maintenant aisé de détourner ma pensée de la considération des choses sensibles ou imaginables, pour la porter à celles qui, étant dégagées de toute matière, sont purement intelligibles. (Descartes - Méditation quatrième)
- un vocabulaire rare :
  - Le firmament / les cieux / l’azur…
    - pour « le ciel »

  - La pasigraphie du scribomane malévole formait une étrange octoade.
- des figures de style recherchées :
  - Déjà la nuit en son parc amassait/Un grand troupeau d’étoiles vagabondes. (du Bellay) 
    - Pour : « Déjà la nuit tombait et on apercevait les premières étoiles. » (métaphore filée)
- L’imparfait et le plus-que-parfait du subjonctif (à l’oral comme à l’écrit) :
  - Il fallait qu’il vînt.
    - pour : « Il fallait qu’il vienne. »
- le passé simple et le passé antérieur de l’indicatif (à l’oral) :
  - Je le vis quand je revins.
    - pour : « Je l’ai vu quand je suis revenu. »
- la forme interrogative directe inversée :
  - D’où m’appelles-tu ?
    - pour : « D’où est-ce que tu m’appelles ? »
- L’inversion du sujet après certains adverbes de liaison (tels que : aussi, ainsi, peut-être, etc.) :
  - Ainsi ai-je dû écourter mes vacances.
    - Pour : « Ainsi, j’ai dû écourter mes vacances. »

Le registre sublime (ou littéraire, noble ou relevé) est d'un degré supérieur encore au niveau soutenu. Il est principalement utilisé dans la poésie et la tragédie et use d’un vocabulaire spécifique, de constructions archaïques ou sophistiquées, etc.
Dans certaines situations d’énonciation, le choix du registre soutenu peut apparaître comme déplacé. Dans ce cas, il est ressenti comme incongru, abusif, précieux, maniéré ou comique.